# Serralada Oriental (Equador)
La Serralada Oriental, també coneguda com a Serralada Reial o Serralada Central, és una serralada que s'estén de nord a sud de l'Equador. Separa les valls interandines de gran altitud a l'oest de l'Amazònia equatoriana a l'est. Alberga els volcans més joves i actius del país, que són el resultat de l'activitat tectònica. La placa de Nazca està penetrant gradualment la placa sud-americana a una velocitat mitjana de 9 cm a l'any.

## Principals cims
Sis de les nou muntanyes de més de 5.000 msnm que hi ha a l'Equador es troben a la Serralada Oriental.
| # | Muntanya   | Altitud (m) | Prominència (m) |
| - | ---------- | ----------- | --------------- |
| 1 | Cotopaxi   | 5.897       | 2.404           |
| 2 | Cayambe    | 5.790       | 2.075           |
| 3 | Antisana   | 5.693       | 1.667           |
| 4 | Sangay     | 5.326       | 1.614           |
| 5 | El Altar   | 5.319       | 2.072           |
| 6 | Tungurahua | 5.023       | 1.561           |